# Bari Dreiband-Burman
Bari Dreiband-Burman ist eine Maskenbildnerin und Spezialeffektkünstlerin.

## Leben
Dreiband-Burman begann ihre Karriere im Filmstab 1982 beim Krimidrama Grenzpatrouille von Regisseur Tony Richardson. Sie arbeitete als Maskenbildnerin unter anderem an Die Goonies, Stirb Langsam 2, Der Pate III, sowie als Spezialeffektkünstlerin an The Quiet – Kannst du ein Geheimnis für dich behalten? und Schmeiß’ die Mama aus dem Zug!. Im Laufe ihrer Karriere arbeitete sie unter so renommierten Regisseuren wie Richard Donner, Francis Ford Coppola, Kenneth Branagh und Brian De Palma. 1989 war Dreiband-Burman für Richard Donners Komödie Die Geister, die ich rief … zusammen mit Thomas R. Burman für den Oscar in der Kategorie Bestes Make-up und beste Frisuren nominiert, die Auszeichnung ging in diesem Jahr jedoch an Tim Burtons Horrorkomödie Beetlejuice.
Dreiband-Burman war neben ihren Filmengagements auch für das Fernsehen tätig, darunter die Serien Die Abenteuer des jungen Indiana Jones, Nip/Tuck – Schönheit hat ihren Preis, Private Practice und Grey’s Anatomy. Für ihr Wirken beim Fernsehen war sie zwischen 1987 und 2011 insgesamt 27 Mal für den Primetime Emmy nominiert, fünf Mal konnte sie hierbei die Auszeichnung gewinnen.

## Filmografie (Auswahl)
- 1982: Grenzpatrouille (The Border)
- 1982: Katzenmenschen (Cat People)
- 1984: Buckaroo Banzai – Die 8. Dimension (The Adventures of Buckaroo Banzai Across the 8th Dimension)
- 1985: Die Goonies (The Goonies)
- 1986: Howard – Ein tierischer Held (Howard the Duck)
- 1988: Die Geister, die ich rief … (Scrooged)
- 1990: Der Pate III (The Godfather Part III)
- 1990: Fegefeuer der Eitelkeiten (The Bonfire of the Vanities)
- 1990: Stirb Langsam 2 (Die Hard 2: Die Harder)
- 1992: Bodyguard (The Bodyguard)
- 1993: Last Action Hero
- 1997: Con Air
- 1998: Stadt der Engel (City of Angels)
- 2000: Men of Honor
- 2004: Suspect Zero – Im Auge des Mörders (Suspect Zero)
- 2005: Harsh Times – Leben am Limit (Harsh Times)

## Auszeichnungen (Auswahl)
- 1989: Oscar-Nominierung in der Kategorie Bestes Make-up und beste Frisuren für Die Geister, die ich rief …